# Präsidentschaftswahl in der Republik Zypern 1973
Die Präsidentschaftswahl in der Republik Zypern 1973 sollten am 18. Februar 1973 in Zypern stattfinden. Da jedoch der amtierende Präsident Makarios III. der einzige Kandidat war, fanden die Wahlen nicht statt und er wurde automatisch zum Sieger erklärt.
Obwohl die türkischen Zyprer nach den Ereignissen von 1963–64 die Institutionen der Republik Zypern verlassen hatten, hielten sie weiterhin eigenständig Wahlen für den Vizepräsidenten der Republik ab. Fazıl Küçük, der seit 1960 Vizepräsident war, kandidierte nicht erneut für dieses Amt. Der einzige Kandidat war Rauf Denktaş, der zum Vizepräsidenten ernannt wurde.